# Pedro Zerolo

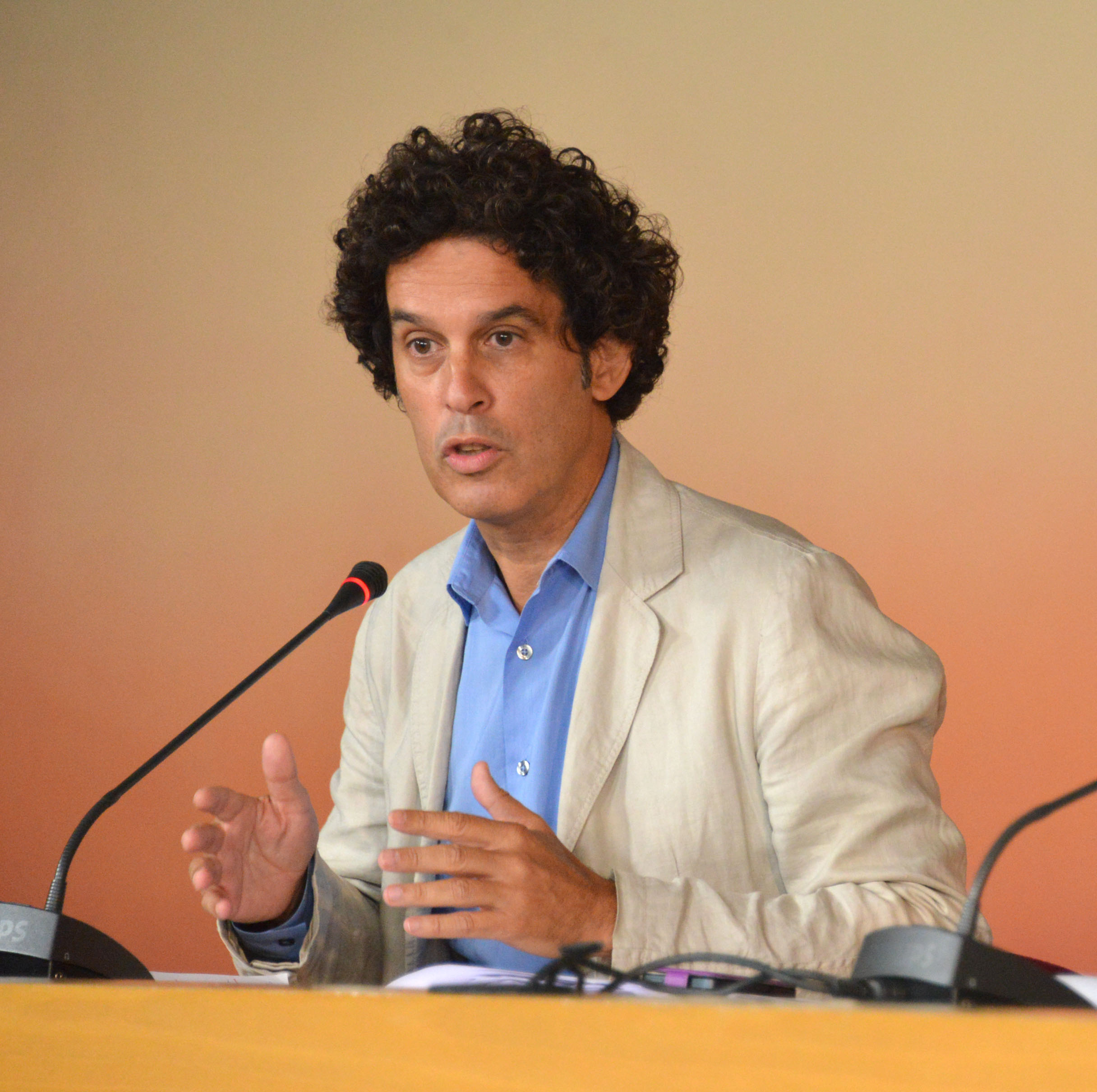
Pedro Zerolo (2013).

Pedro González Zerolo (20 tháng 7 năm 1960, Caracas – 9 tháng 6 năm 2015, Madrid) là một luật sư, chính khách người Tây Ban Nha-Venezuela và là ủy viên hội đồng thị trấn của thành phố Madrid, và là thành viên của Ủy ban điều hành liên bang của PSOE nơi ông giữ chức vụ Thư ký về các phong trào xã hội và quan hệ với các tổ chức phi chính phủ. Ông cũng là người được ủy thác của Fundacion IDEAS, cơ quan tư vấn của Đảng Xã hội của Tây Ban Nha.
Zerolo cũng là một trong những nhà hoạt động LGBT quan trọng nhất trong lịch sử Tây Ban Nha và là một trong những người cổ vũ lớn nhất cho việc mở rộng quyền kết hôn và nhận con nuôi cho các cặp đồng tính luyến ái ở nước này. Zerolo đã trở thành một biểu tượng đồng tính trong cộng đồng LGBT Tây Ban Nha.

## Tiểu sử
Zerolo sinh ra ở Caracas, Venezuela, của một gia đình có nguồn gốc từ đảo Tenerife, một trong những Quần đảo Canary. Cha của ông, Pedro González, sống lưu vong khỏi chính phủ Franco ở đó. Pedro González là thị trưởng đầu tiên của San Cristóbal de La Laguna (Tenerife) trong thời kỳ dân chủ và cũng là một họa sĩ nổi tiếng.
Pedro Zerolo tiếp tục theo học luật tại Đại học La Laguna ở Tenerife, nơi ông đã trải qua thời thơ ấu và niên thiếu của mình.  Sau khi lấy bằng tốt nghiệp, ông chuyển đến Madrid, nơi ông tiếp tục học tập, tập trung vào luật so sánh. Đồng thời, ông hợp tác với linh mục Công giáo Enrique de Castro trong một dự án giúp đỡ người dân nghèo ở Madrid Barrio của Entrevías.
Thông qua công việc của mình với luật pháp và chính trị, ông trở thành một trong những nhà hoạt động nổi tiếng nhất cho phong trào LGBT trong việc đấu tranh cho bình đẳng hôn nhân ở Tây Ban Nha.
Vào ngày 1 tháng 10 năm 2005, Zerolo kết hôn với Jesús Santos, người bạn đời 10 năm của ông, trong một buổi lễ dân sự. Cùng năm đó, ông làm lễ thành hôn của chính khách Ángeles Álvarez và Teresa Heredero, người đã trở thành hai người đồng tính nữ đầu tiên kết hôn ở Madrid.
Ở tuổi 55, Zerolo qua đời vì ung thư tuyến tụy vào ngày 9 tháng 6 năm 2015 tại Madrid.

### Sự nghiệp chuyên nghiệp
Pedro Zerolo đã làm việc như một luật sư và một chính khách trong suốt sự nghiệp chuyên nghiệp của mình. Năm 1992, ông trở thành cố vấn pháp lý cho Colectivo Gay de Madrid (Tập thể Đồng tính Madrid, COGAM). Cuối năm 1993, ông được bầu làm chủ tịch của tổ chức. Sau đó, ông đã cung cấp hỗ trợ pháp lý cho Federación Estatal de Lesbianas, Gays, Transexuales y Bisexuales (Liên đoàn Quốc gia về Đồng tính nữ, Đồng tính nam, Chuyển giới và Song tính, FELGTB). Năm 1998, ông trở thành chủ tịch của tổ chức FELGTB đó. Ông được bầu lại vào năm 2000 và 2002.
Trong năm 2001 và 2003, ông tham gia vào các cuộc đàm phán giữa phe đối lập và các đại biểu chính phủ về năm sửa đổi đối với Bộ luật Dân sự Tây Ban Nha liên quan đến hôn nhân đồng giới.
Năm 2004, ông tham gia ban giám đốc của Hiệp hội Đồng tính nữ và Đồng tính nam Quốc tế. Cũng trong năm 2004, ông từ chức chủ tịch FELGTB sau khi được Đảng Công nhân Xã hội Tây Ban Nha (PSOE) bầu vào Ủy ban Điều hành Liên bang với tư cách là ủy viên hội đồng của Thành phố Madrid. Ông là người đứng đầu Ban thư ký về các phong trào xã hội và quan hệ với các tổ chức phi chính phủ trong cả Đại hội lần thứ 36 và 37. Cho đến Đại hội lần thứ 38 vào năm 2012, nơi ông được bầu vào vị trí điều hành mới của PSOE. Trong suốt quá trình làm việc của mình với Đảng Xã hội, ông đã có thể ủng hộ và bảo vệ quyền của người LGBT tại Đại hội Đại biểu. Zerolo đã phát biểu trước Đại hội Đại biểu Tây Ban Nha trong cuộc tranh luận về quan hệ bạn đời dân sự. Ông cũng xuất hiện tại Thượng viện Tây Ban Nha để tố cáo sự phân biệt đối xử đối với cộng đồng người đồng tính ở Tây Ban Nha.

### Tưởng nhớ đến Pedro Zerolo
Vào ngày 11 tháng 12 năm 2015, Câu lạc bộ Radio Tenerife Cadena Ser đã trao cho ông "Giải thưởng Teide de Oro" sau khi hoàn thành.
Vào tháng 7 năm 2015, Hội đồng thành phố Madrid đã quyết định đổi tên Plaza de Vázquez de Mella thành Plaza de Pedro Zerolo để vinh danh ông. Quảng trường được khánh thành vào ngày 14 tháng 5 năm 2016 tại khu phố Chueca, Madrid. Thị trưởng Madrid, Manuela Carmena;  Tổng thư ký PSOE, Pedro Sánchez; Tổng thư ký PSOE-Madrid, Sara Hernández; và các thành viên của tập thể LGBTI đều có mặt trong buổi lễ khánh thành.
Những cống hiến khác như một quảng trường ở phía nam Tenerife trong Villa de Adeje, và một khu vườn của Elche (tỉnh Alicante) đã được vinh danh ông.
Malaga, Murcia và San Cristóbal de La Laguna ở Tenerife có kế hoạch dành tặng các quảng trường hoặc đường phố mang tên mình. Cuối cùng, Alcázar de San Juan cũng có kế hoạch xây dựng một nhà hát ngoài trời để vinh danh ông.
Cabildo de Tenerife tuyên bố Pedro Zerolo là Con trai Lừng danh xứ Tenerife vào ngày 14 tháng 6 năm 2019.